# Crise des opioïdes

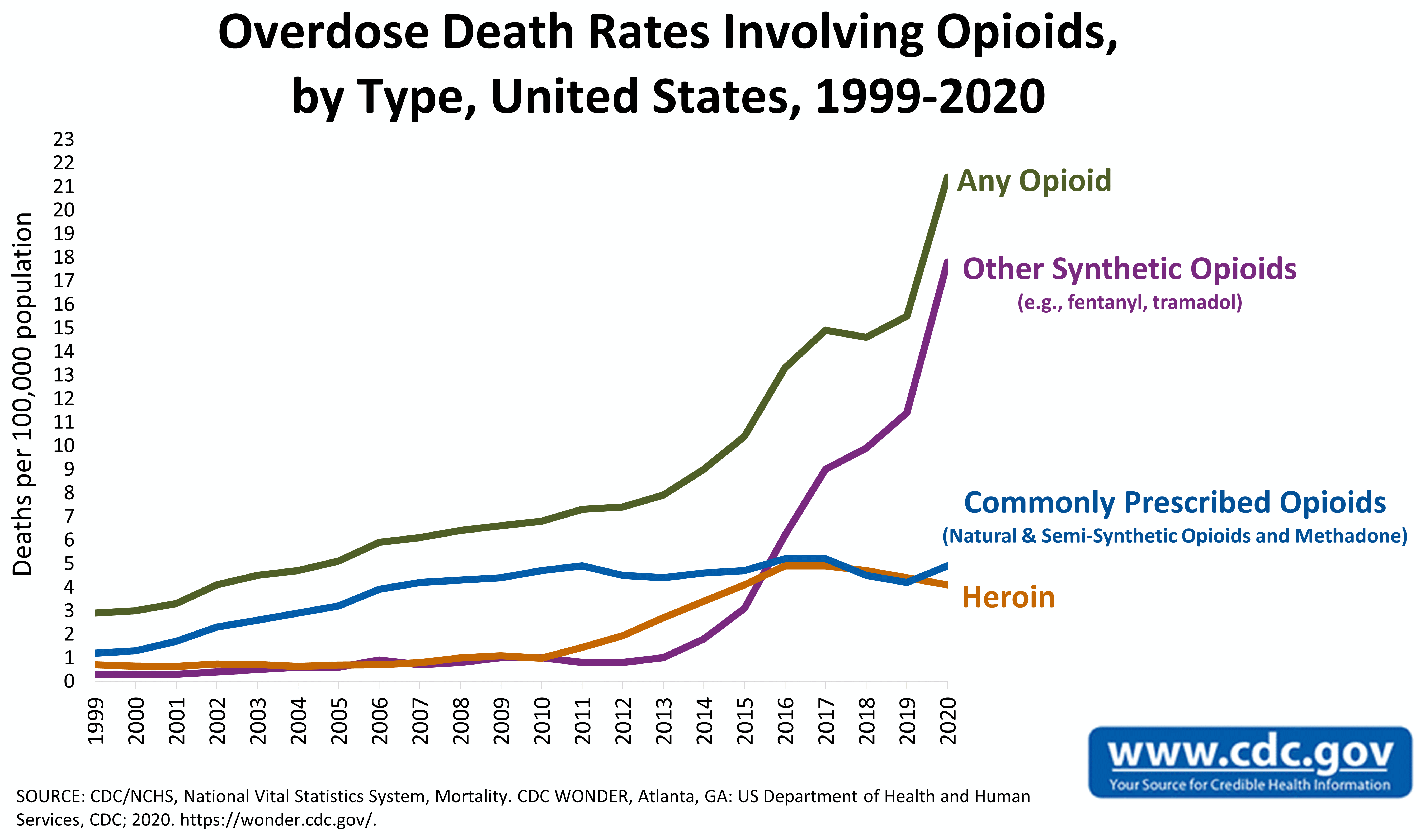
Morts par surdose impliquant des opioïdes aux États-Unis (1999-2020). Morts par 100000 habitants.

La crise des opioïdes,, ou l'épidémie d'opioïdes (opioid epidemic), fait référence à l'augmentation rapide de l'utilisation d'opioïdes, et l’augmentation concomitante du nombre de surdoses et de décès liés aux opioïdes, aux États-Unis et au Canada depuis le milieu des années 2010. Parmi les opioïdes impliqués, on note l'oxycodone (commercialisé sous le nom de OxyContin ou Percocet), la Vicodin et le fentanyl. D'après la Drug Enforcement Administration, « le nombre de morts par surdose, particulièrement celles résultant de drogues prescrites et d'héroïne, a atteint un niveau épidémique,:3 ».
En 2015, 33 000 décès par surdose impliquent des opioïdes aux États-Unis, qu’on peut comparer aux 16 000 décès de 2010 et aux 4 000 en 1999 pour les mêmes causes.
Selon les Centres pour le contrôle et la prévention des maladies, 645 000 Américains sont morts d'une surdose causée par des opiacés prescrits ou vendus illégalement, entre 1999 et 2021,. Des mesures ont été prises dans d’autres pays, notamment en France, pour éviter que le problème n’y apparaisse dans les mêmes proportions.

## Historique
L'utilisation d'opiacés comme la morphine remonte au XIXe siècle aux États-Unis, notamment pendant la guerre de Sécession, afin d'atténuer la douleur. On estime qu'après la guerre 400 000 soldats présentaient une addiction à la morphine. Devant son efficacité, la morphine est prescrite pour une grande variété de douleurs, même mineures. Bayer commercialise de l'héroïne à partir de 1898, affirmant notamment que celle-ci permet de lutter contre la toux. Cependant, à partir des années 1920, l'addiction à ces médicaments est connue, et les médecins refusent la prescription d'opiacés. La première loi américaine qui restreint la vente d'héroïne, de morphine et de cocaïne est le Harrison Narcotics Tax Act de 1914. L'héroïne est totalement interdite de fabrication, vente et importation en 1924.
Des années 1930 aux années 1950, l'addiction à l'héroïne existe mais elle reste mineure et méconnue du grand public. Elle est associée aux musiciens de jazz ou à certains milieux de marginaux (William Burroughs) mais ne touche pas les Américains moyens.[réf. souhaitée]

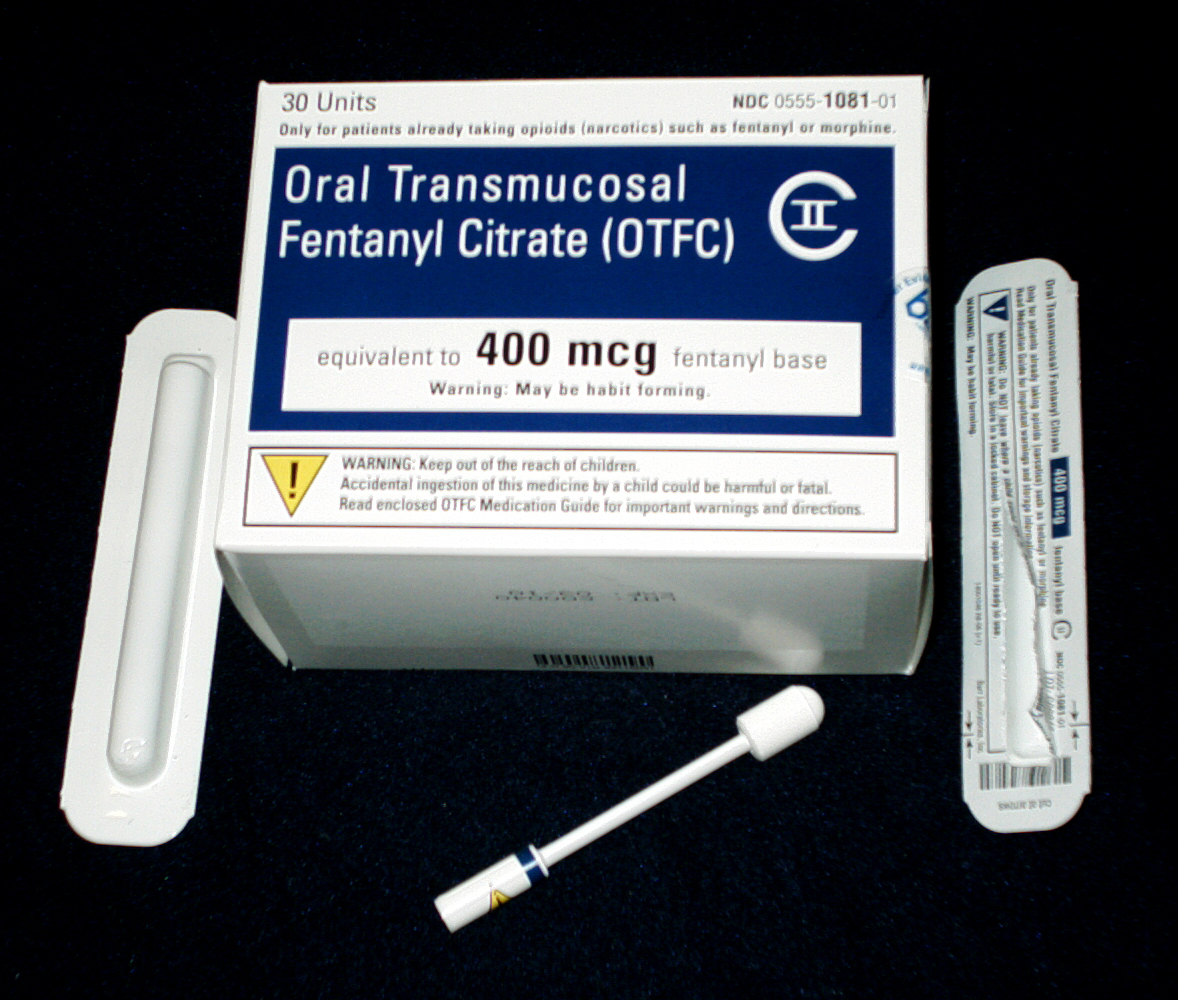
Sucette de Fentanyl de marque Actiq, 400 µg.

Dans les années 1960 et 1970, les morts par surdose de Janis Joplin, Jim Morrison ou Lenny Bruce font connaître l'addiction au grand public. De retour de la guerre du Viêt Nam, 10 à 15 % des soldats présentaient une addiction à l'héroïne selon un rapport de 1971, en parallèle d'une utilisation croissante dans les logements pour personnes à faible revenu. En 1973, on comptait 1,5 mort par surdose de drogue sur 100 000 personnes.
Des médicaments comme le Vicodin ou l'Oxycodone sortent dans les années 1970, mais il faut attendre les années 1980 pour qu'ils soient prescrits par les médecins, qui se méfient de leur nature addictive. Dans la deuxième moitié des années 1980, avec l'utilisation croissante du crack, le problème arrive sur le terrain politique et George H. W. Bush reprend la War on Drugs de Richard Nixon en 1989.
La crise des opioïdes contemporaine ne débute véritablement que dans les années 1990.

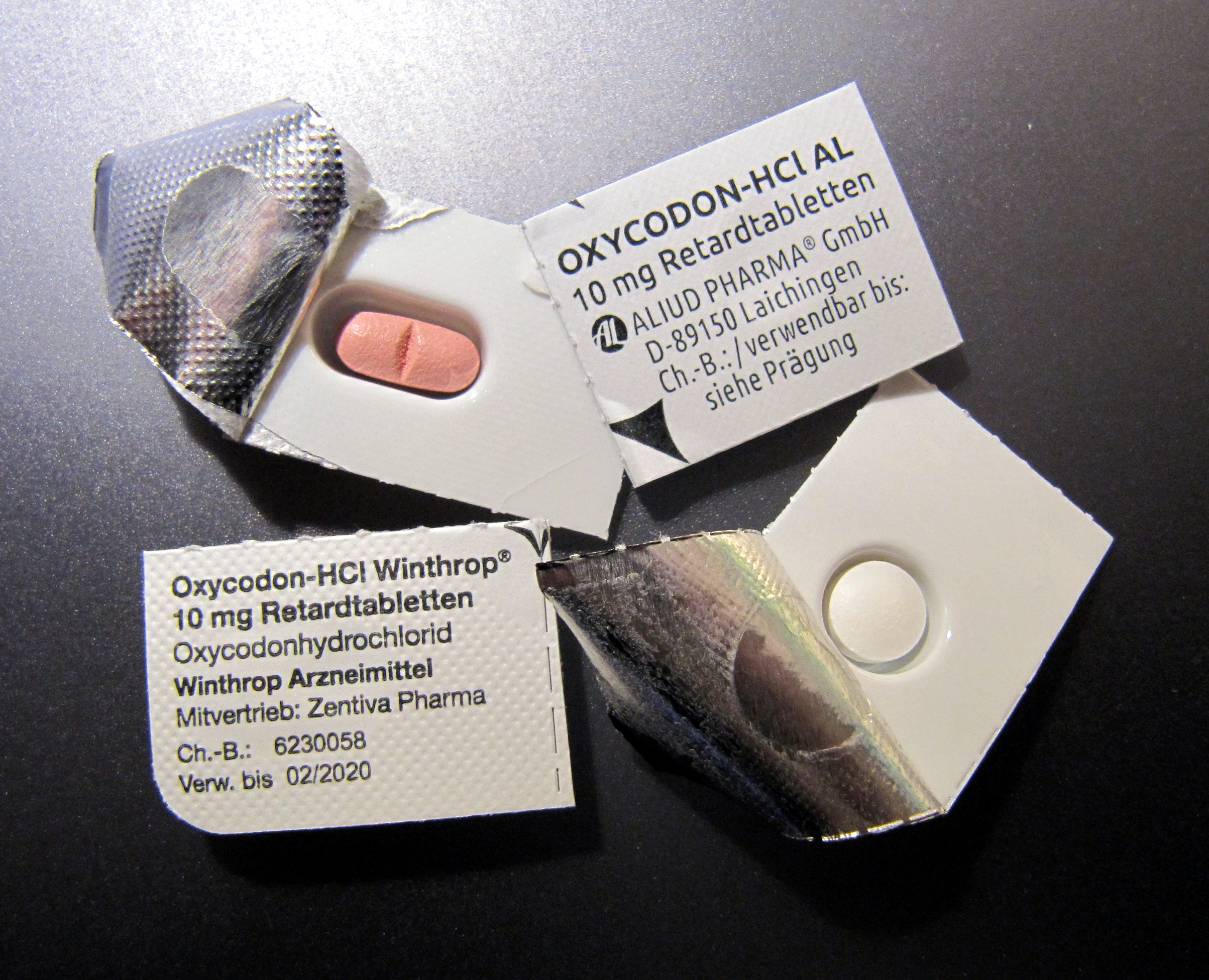
Deux comprimés (10 mg) d'oxycodone

En 1995, l'OxyContin de Purdue Pharma arrive sur le marché. Ce médicament basé sur de l'oxycodone pur est proposé non seulement pour remédier aux douleurs sévères, comme celles liées au cancer, mais également à un panel plus large de douleurs, avec l'approbation de la Food and Drug Administration (FDA). Purdue lance alors une campagne de communication à grande échelle. Elle paye certains scientifiques renommés pour faire croire à la faible dangerosité du produit, ment sur les chiffres d'addiction et a recours à une campagne commerciale agressive (vidéos, brochures, visiteurs médicaux). Purdue donne ainsi des formations encourageant la prescription d'OxyContin et minimisant les risques d'addiction auprès des médecins.
Aux États-Unis, c’est la FDA qui a la charge de réglementer la commercialisation des produits alimentaires et médicaux, afin de protéger les consommateurs des publicités mensongères et/ou de produits nocifs. Purdue Pharma a pu utiliser des vidéos et de la communication agressivement promotionnel sans se voir limitée par la FDA. Ces vidéos publicitaires ont donc été présentées à des médecins partout à travers le pays avec l’aval de cette organisation gouvernementale. De plus, la famille Sackler propriétaire de la compagnie Purdue Pharma, a développé un lobbying très actif dans le domaine pharmaceutique.
Purdue met en avant un étalement de l'action de l'OxyContin sur douze heures, limitant de ce fait les risques de dépendance, alors qu'elle sait que les effets durent moins longtemps que cela, ce qui favorise une utilisation au-delà des prescriptions du produit: en effet, la douleur n'étant apaisée que pendant sept à huit heures, le patient est poussé à la surconsommation ce qui augmente les risques d'addiction et l’augmentation des prescriptions des antidouleurs opioïdes,. Par la suite, on saura que Curtis Wright, chef de département à la FDA au moment ou le produit a été accrédité aux États-Unis, a quitté la FDA un an après et a été ensuite embauché chez Purdue Pharma avec une prime de départ de 400 000 $. Purdue Pharma a ainsi pu affirmer sans se voir critiquer que le risque de dépendance à l'OxyContin était inférieur à un pour cent.
Un marché noir d'OxyContin se développe très vite, dont Purdue profite financièrement; le médicament est rapidement détourné pour ses effets euphorisants. Sciences et Avenir résume « Quantités de pilules sont détournées et réduites en poudre, inhalée pour multiplier l'effet euphorisant, selon un rapport confidentiel du ministère de la Justice cité par le New York Times en 2018. Des pilules sont volées en pharmacie, des médecins poursuivis pour avoir "vendu" des ordonnances du médicament. Les comprimés de 80 mg, les plus courants, se négocient entre 65 et 80 dollars au marché noir, contre 6 dollars en pharmacie. »
Alors que le traitement de la douleur est un sujet peu important pour les responsables de santé et que les médecins généralistes sont peu formés sur la dépendance ou la douleur, les campagnes promotionnelles augmentent les ventes sans éveiller les soupçons. Les campagnes promotionnelles passent d’un budget de 187.500 dollars en 1996 à 4 millions en 2001, et les ventes suivent : alors qu’en 1997 Purdue visait des ventes de l’ordre de 80 millions de dollars, en 2001, elles atteignaient 2,1 milliards.
Ce n'est qu'en 2006 qu'une forte augmentation du nombre de surdoses alarme le corps médical.
Des méthodes malhonnêtes ont souvent été utilisées pour vendre plus d'opioïdes. Un laboratoire américain a ainsi fourni aux médecins des logiciels médicaux truqués afin de favoriser la prescription d'antidouleurs.
En 2010, une nouvelle formule de l'OxyContin est commercialisée, rendant les usages détournés plus difficiles, mais poussant les patients, victimes d'addictions et contraints à un sevrage forcé, vers des produits dangereux. Le lien entre OxyContin et drogues dures est établi par plusieurs travaux de recherche. Un tiers des consommateurs d'OxyContin finissent par consommer des drogues illicites, de l'héroïne à 70 %, et quatre cinquièmes des consommateurs d'héroïne ont commencé par de l'OxyContin.
En 2017, le président Donald Trump déclare l'état d'urgence sanitaire, alors que près de 65 000 personnes sont mortes l'année précédente. Ce chiffre est très supérieur à celui des décès causés par les armes à feu (38 000, voir Violences par arme à feu aux États-Unis).
La pandémie de Covid-19 a renforcé la crise des opioïdes : en raison du confinement, les victimes restent chez elles, diminuant d'une part les chances d'être secourues en cas de surdose, et freinant d'autre part l'accès aux dispositifs de désintoxication et aux groupes de parole. Par ailleurs, cette période d'anxiété pousse à une hausse de la consommation de médicaments ou de drogues, et la désorganisation des réseaux de trafic de drogue conduit à la consommation de produits de mauvaise qualité, plus dangereux.
La commercialisation de l’Oxycontin par la compagnie Purdue Pharma est un facteur déterminant dans la crise d’opioïdes aux États-Unis. En effet, la compagnie pharmaceutique a fait preuve de désinformation et de corruption pour atteindre ses objectifs de vente, et ce malgré les effets négatifs que cela pouvait avoir sur les consommateurs. L’Oxycontin connait un tel succès que la compagnie réussit à générer environ 20 fois son chiffre d’affaires de 1996 à 2001.

## Actions en justice
Des laboratoires pharmaceutique aux États-Unis par leurs marketings très agressifs ont été à l'origine de cette crise sanitaire et sont prêts à payer des milliards de dollars pour solder les litiges et éviter les procès
Les autorités américaines de plusieurs États, ainsi qu'au niveau fédéral, ont lancé une série de procès contre les principaux responsables identifiés : les laboratoires Purdue Pharma, et leurs agences conseils McKinsey et Publicis Groupe dont le rôle en matière de désinformation a été comparé aux efforts de l'industrie du tabac. 
Plus de 3000 actions en justice ont été engagées, entraînant des condamnations ou des accords d'indemnisation.

## États-Unis
Les États-Unis sont le pays le plus touché par la crise des opioïdes, avec le taux de mortalité le plus élevé au monde. C’est toujours le cas en 2024. 
En 2015, 52 000 Américains sont morts de surdoses. Environ les deux tiers de ces décès, soit 33 000, impliquent des opioïdes, comparativement à 16 000 en 2010 et 4 000 en 1999,.
Par rapport à l'année précédente, en 2016, le nombre de décès par surdose augmente de 26 % au Connecticut, 35 % au Delaware, 39 % au Maine et 62 % au Maryland. Pour l'ensemble des surdoses impliquant les opioïdes, près de la moitié d'entre eux étaient prescrits. Cela laisse penser que la crise serait en grande partie iatrogène.
En 2017, on évalue à environ 650 000 le nombre de prescriptions d'opioïdes produites par jour aux États-Unis, deux millions de personnes sont dépendantes et 90 morts par surdose ont lieu chaque jour.
En mars 2017, le gouverneur du Maryland déclare l'état d'urgence pour combattre l'épidémie. Le directeur du CDC Thomas Frieden affirme que « l'Amérique baigne dans les opioïdes. Il est urgent d'agir,. » Le président Donald Trump pourrait dégager jusqu'à 500 millions de dollars américains du budget de 2017 pour combattre le fléau et a mis en place une commission pour gérer la crise,,.
| État                              | Nombre de prescriptions d'opioïdes | Rang |
| --------------------------------- | ---------------------------------- | ---- |
| Alabama                           | 142,9                              | 1    |
| Alaska                            | 65,1                               | 46   |
| Arizona                           | 82,4                               | 26   |
| Arkansas                          | 115,8                              | 8    |
| Californie                        | 57                                 | 50   |
| Colorado                          | 71,2                               | 40   |
| Connecticut                       | 72,4                               | 38   |
| Delaware                          | 90,8                               | 17   |
| Washington (district de Columbia) | 85,7                               | 23   |
| Floride                           | 72,7                               | 37   |
| Georgia                           | 90,7                               | 18   |
| Hawaï                             | 52                                 | 51   |
| Idaho                             | 85,6                               | 24   |
| Illinois                          | 67,9                               | 43   |
| Indiana                           | 109,1                              | 9    |
| Iowa                              | 72,8                               | 36   |
| Kansas                            | 93,8                               | 16   |
| Kentucky                          | 128,4                              | 4    |
| Louisiane                         | 118                                | 7    |
| Maine (États-Unis)                | 85,1                               | 25   |
| Maryland                          | 74,3                               | 33   |
| Massachusetts                     | 70,8                               | 41   |
| Michigan                          | 107                                | 10   |
| Minnesota                         | 61,6                               | 48   |
| Mississippi (État)                | 120,3                              | 6    |
| Missouri (État)                   | 94,8                               | 14   |
| Montana                           | 82                                 | 27   |
| Nebraska                          | 79,4                               | 28   |
| Nevada                            | 94,1                               | 15   |
| New Hampshire                     | 71,7                               | 39   |
| New Jersey                        | 62,9                               | 47   |
| Nouveau-Mexique                   | 73,8                               | 35   |
| New York                          | 59,5                               | 49   |
| Caroline du Nord                  | 96,6                               | 13   |
| Dakota du Nord                    | 74,7                               | 32   |
| Ohio                              | 100,1                              | 12   |
| Oklahoma                          | 127,8                              | 5    |
| Oregon                            | 89,2                               | 20   |
| Pennsylvanie                      | 88,2                               | 21   |
| Rhode Island                      | 89,6                               | 19   |
| Caroline du Sud                   | 101,8                              | 11   |
| Dakota du Sud                     | 66,5                               | 45   |
| Tennessee                         | 142,8                              | 2    |
| Texas                             | 74,3                               | 34   |
| Utah                              | 85,8                               | 22   |
| Vermont                           | 67,4                               | 44   |
| Virginie (États-Unis)             | 77,5                               | 29   |
| Washington                        | 77,3                               | 30   |
| Virginie-Occidentale              | 137,6                              | 3    |
| Wisconsin                         | 76,1                               | 31   |
| Wyoming                           | 69,6                               | 42   |

Mortalité pour 100000 habitants par surdose de drogue aux États-Unis.

En 2018, les États-Unis comptent près de 23 millions d'adultes inactifs entre 25 et 54 ans. Un nombre croissant d'économistes et de politiques accusent les opioïdes d'être responsables d'une part importante de ce phénomène. Avec 5 % de la population mondiale, le pays consomme 80 % des opioïdes,,. L'épidémie, qui a fait en 2017 près de 72 000 morts par overdose, a aussi frappé le marché du travail, en éloignant de l'emploi des victimes souvent précaires ; selon l'économiste de Princeton Alan Krueger, près d'un quart du déclin de la participation au marché du travail est imputable à la consommation de ces analgésiques ; ses travaux montrent que près de la moitié des hommes de 25 à 54 ans sortis du marché de l'emploi prenaient quotidiennement des médicaments contre la douleur, et, dans les deux tiers des cas, des médicaments sur ordonnance.
En 2017, l'espérance de vie aux États-Unis (moyenne de 78,6 ans, contre 78,9 ans en 2014) a poursuivi sa baisse entamée en 2014, la plus significative depuis la grande épidémie de grippe de 1918. Ce phénomène est dû en partie aux drogues non-opiacées, mais surtout aux prescriptions d'opiacés comme le fentanyl. La Virginie-Occidentale est l’État le plus touché avec 58 morts pour 100 000 personnes, contre une moyenne nationale de 22.
En février 2021, le cabinet de conseil McKinsey & Company accepte de verser 573 millions de dollars pour solder des poursuites judiciaires lancées par des États américains qui l'accusaient d'avoir contribué à la crise des opiacés par ses conseils aux groupes pharmaceutiques, dont le groupe Purdue Pharma fabricant l'Oxycontin.
En juillet 2021, Johnson & Johnson accepte de payer 5 milliards sur neuf ans et les distributeurs McKesson, Cardinal Health et AmerisourceBergen - fournisseurs de quelque 90 % des médicaments américains - 21 milliards sur 18 ans. Ces sociétés espèrent ainsi mettre fin à près de 4 000 actions intentées au civil par des dizaines d'États américains et collectivités locales, dans le cadre d'une proposition d'accord à l'amiable « historique ». Selon Le Figaro, « la crise américaine des opiacés, déclenchée par la promotion agressive de médicaments anti-douleur très addictifs tels que l'oxycodone dans les années 1990, a fait plus de 500 000 morts par overdose aux États-Unis en deux décennies. ».
En septembre 2019, Purdue Pharma se déclare en faillite. L'entreprise américaine veut en obtenir 10 milliards de dollars, qui serviront dans le cadre d'un accord à l'amiable pour solder 2 000 plaintes auxquelles le fabricant de l'OxyContin est confronté et ainsi éviter le procès. L'OxyContin, puissant analgésique opioïde, a généré plus de 35 milliards de dollars de revenus, grâce à des techniques de vente très agressives. Le laboratoire pharmaceutique américain Purdue et le ministère américain de la Justice ont trouvé un accord à 8,3 milliards de dollars afin de solder les poursuites fédérales. L'accord doit être approuvé par un tribunal fédéral des faillites. En septembre 2021, la justice américaine valide le plan de faillite du laboratoire Purdue. La famille Sackler, accusée d’avoir alimenté la crise des opiacés aux États-Unis, propose 4,3 milliards de dollars pour solder les poursuites, le plan prévoit d’accorder l’immunité aux membres de la famille Sackler. Le 17 décembre 2021, un tribunal remet en cause l’immunité de la famille Sackler. Le ministre américain de la justice, Merrick Garland, estime dans un communiqué que le tribunal des faillites « n’avait pas le droit de priver les victimes de la crise des opiacés du droit de poursuivre la famille Sackler ».
Le CDC annonce pour l'année 2021 107 000 morts par surdose, en hausse de 15 % par rapport à 2020.
Les pharmacies des enseignes des groupes Walmart, CVS et Walgreens ont vendu des antalgiques très addictifs. Selon une décision judiciaire, les groupes responsables devront verser 650 millions de dollars pour avoir massivement vendu des opiacés aux États-Unis. CVS et Walgreens ont annoncé qu’elles acceptaient de payer 5 milliards de dollars chacune en réponse aux poursuites liées à la crise des opiacés sans reconnaître leurs responsabilités. Walmart versera pour sa part 3 milliards de dollars pour solder les poursuites lancées par de nombreuses municipalités.
En 2022, le fentanyl est devenu la première cause de décès chez les 18-49 ans. Si la crise des opioïdes touchait au début principalement les populations blanches et rurales de l'Est des États-Unis, elle frappe depuis 2019 beaucoup plus les Noirs et Hispaniques. Les prescriptions pour les médicaments opiacés sont désormais beaucoup plus difficiles à obtenir et les victimes de la drogue commencent directement par le fentanyl. Cette molécule, fournie sous forme de pilules par les cartels du Mexique, est particulièrement puissante et une petite différence de dosage peut provoquer la mort.
En 2023, concernant le fentanyl, des réseaux de trafic gérés par le cartel de Sinaloa et alimentés par des composés chimiques d’entreprises pharmaceutiques chinoises impliquent la Chine et le Mexique. La justice américaine met en place des primes pour toute information menant à l’arrestation de vingt-sept personnes. Les États-Unis s'enfoncent dans la crise des opioïdes. En 2023, 75 000 personnes sont mortes d'une overdose de fentanyl. Les autorités s’inquiètent de l’augmentation du nombre d’enfants de moins de 5 ans victimes de cette crise, malgré un budget de prévention de l’ordre du milliard de dollars.
En 2023, Pour la première fois depuis 2018, le nombre de morts liées aux opioïdes (principalement le fentanyl) a légèrement diminué
En 2024, La crise des opioïdes a fait quelque 700 000 morts depuis un quart de siècle. Publicis Health, filiale américaine de Publicis devra verser 350 millions de dollars dans le cadre d’un accord avec la justice américaine engageant l'ensemble des États. Selon la procureur de l'Etat de New York, Letitia James « Pendant une décennie, Publicis a aidé des fabricants d'opiacés comme Purdue Pharma à convaincre les médecins de surprescrire des opiacés, alimentant directement la crise des opiacés et causant la disparition de populations dans l'ensemble du pays »,,.
En décembre 2024, accusé d’avoir aidé le laboratoire Purdue Pharma à doper les ventes de l’OxyContin, dont la surprescription est généralement considérée comme ayant déclenché la crise sanitaire meurtrière des opioïdes aux États-Unis, le cabinet McKinsey va payer 650 millions de dollars pour éviter un procès pénal au niveau de l'état fédéral. Le cabinet de conseil a déjà déboursé près d’un milliard de dollars dans le cadre de plusieurs accords conclus hors des tribunaux depuis 2019.
En 2024, le nombre de morts provoquées par les opioïdes diminue fortement.
En 2025, Purdue Pharma et la famille Sackler vont payer 7,4 milliards de dollars â la suite d'un accord avec 15 Etats américains pour leur rôle dans le scandale sanitaire causé par leur antidouleur OxyContin aux États-Unis.

## Canada
La prescription d'opioïdes est faite principalement aux malades du cancer en phase terminale jusqu'en 1996, date à laquelle Santé Canada approuve la prescription d'oxycodone pour les douleurs modérées à aiguës.
Au cours du début des années 2010, des médias canadiens rapportent plusieurs cas de surdoses liées au fentanyl, notamment à Vancouver, en Colombie-Britannique,,. Cela s'expliquerait en partie en raison du remplacement progressif de l'héroïne par certains opioïdes, beaucoup moins chers, dans le trafic de stupéfiants. En août 2015, le Centre canadien de lutte contre les toxicomanies publie un rapport soulignant que « le nombre de morts impliquant le fentanyl « a augmenté de façon marquée » dans les quatre plus grandes provinces du pays ».
La crise des opioïdes prend une certaine importance dans les médias canadiens au cours de l'année 2016, durant laquelle on estime qu'elle a causé environ un millier de morts accidentelles. La crise touche surtout la Colombie-Britannique et s'étend peu à peu aux autres provinces. La crise serait surtout liée à la consommation de fentanyl, responsable d'environ six décès par surdose sur 10 dans la première moitié de 2016 en Colombie-Britannique.
En avril 2016, le médecin en chef (en) de la Colombie-Britannique Perry Kendall (en) annonce une urgence de santé publique « en raison de l'augmentation significative du nombre des surdoses ayant entraîné des conséquences graves pour la santé et même la mort ». À la fin novembre 2016, Santé Canada annonce la restriction de six substances chimiques entrant dans la composition du fentanyl. Dans un rapport daté de décembre 2016, l'Association canadienne de santé publique (en) émet des recommandations pour la gestion de la crise auprès des différents paliers de gouvernement ainsi que des institutions.
Le 4 mai 2017, le gouvernement fédéral adoptera une loi appelée la Loi sur les bons samaritains secourant les victimes de surdose. Cette loi a comme but d’inciter les témoins d’appeler les services d’urgence en cas de surdose d’un individu en leur garantissant une protection sur la possession de drogue.
En janvier 2018, Justin Trudeau visite l'Ontario et déclare que le problème des opioïdes concerne particulièrement les prisons. Des campagnes de sensibilisation ont lieu en Alberta à l'occasion desquelles des trousses de naloxone sont distribuées.
Le 19 juin 2018, la ministre de la Santé Ginette Petitpas Taylor fait un communiqué de Presse où elle présente un nouveau règlement qui fait l’objet d’une interdiction de toutes formes de marketing d’opioïdes d’ordonnance par les compagnies pharmaceutiques.
En décembre 2019, les coprésidents du Comité consultatif spécial fédéral, provincial et territorial sur l’épidémie de surdoses d’opioïdes, soit Dre Theresa Tam, administratrice en chef de la santé publique du Canada, et Dr Saqib Shahab, médecin hygiéniste en chef de la Saskatchewan, annoncent que les surdoses d'opioïdes sont responsables de 13 913 décès de janvier 2016 à juin 2019.
Devant la situation en Colombie-Britannique, le gouvernement fédéral décide qu'à partir du 31 janvier 2023 et pour une durée de trois ans la possession de drogue est décriminalisée jusqu'à 2,5 grammes. Au niveau de la province ou de la ville de Vancouver des salles d'injection supervisées ou des dispensaires proposant de la drogue dont la composition est vérifiée sont mis en place.
À Ottawa en 2023 le nombre de surdoses est en forte augmentation alors que du fentanyl est de plus en plus utilisé pour couper les autres drogues. Leur nombre est deux fois plus élevé qu'avant le début de la pandémie de Covid-19 au Canada.
Le gouvernement canadien offre des ressources pour contrer les effets de la crise des opioïdes en termes de sensibilisation. Sur le site même du gouvernement fédéral, on explique que celui-ci offre un programme de sensibilisation nommé « Soyez au fait ». Existant depuis 2018, ce programme a comme but de réduire les risques et les dommages de la stigmatisation. Ce sont des séances virtuelles ou en personne qui par le biais d’activités interactives viennent éduquer les jeunes dans les écoles sur les opioïdes, le fentanyl, les surdoses, les lois et bien plus. Lors de la pandémie, le programme s’est déroulé entièrement en ligne, ce qui a fait en sorte que le programme a pu s’étendre jusqu’aux régions éloignées.
De plus, le site offre un lien conjoint appelé « ressources de sensibilisation aux opioïdes » dans la section document à l’appui. Sur cette page il se trouve une panoplie de vidéo de sensibilisation, des fiches d’informations, des témoignages, des données et statistiques, des vidéos de prévention et une description des mesures prises par le gouvernement fédéral.
En ce qui touche les Premières Nations, l’Association des Chefs de Police des Premières Nations (ACPPN) a mené une campagne de sensibilisation pour conscientiser les jeunes face à l’abus de drogues illicites. Les tactiques communicationnelles étaient notamment des trousses de mobilisation se dotant d’affiches d’information mettant en vedette des membres de la communauté, des aimants, des porte-clés, des cartes à collectionner et une présentation PowerPoint.
Le Canada a de nombreux organismes qui se focalisent sur les enjeux reliés aux opioïdes. Par exemple, le Centre canadien sur les dépendances et l’usage de substances offrent de nombreux services. Ils ont beaucoup de vidéos explicatifs concernant la prévention. De nombreux projets pour aider les proches, des histoires vraies, des simulations, des outils d’inclusion, etc. Néanmoins, ces services se concentrant majoritairement dans les régions albertaines et ontariennes.
Le Québec compte aussi des stratégies nationales pour contrer la crise. Dans son rapport « Stratégie nationale de prévention des surdoses de substances psychoactives 2022-2025 » par la santé publique, celui-ci mentionne sept champs d’action qui compte maintes mesures : l’information et la sensibilisation; la prévention des surdoses et la réduction des méfaits; les politiques publiques et les réglementations; la vigie et la surveillance; l’évaluation, la recherche et la formation; le traitement de la dépendance et le traitement de la douleur. Les mesures concrètes amenées touchent toutes les sphères différentes : une augmentation de sites fixes d’injections supervisées; une plus grande distribution de bandelettes de détection de fentanyl; un plus grand accès aux naloxones, une favorisation de l’adoption de politiques publiques axés sur les besoins sociaux sont que quelques exemples ce dont ce rapport amène comme solutions pour contrer la crise.

## Dans le monde
La dépendance aux opioïdes est un problème qui dépasse les frontières américaines. Cependant, en 2016, on évalue à 80% la part de la production mondiale d’opioïdes à usage pharmaceutique qui est consommée aux États-Unis.
Elle touche particulièrement les jeunes hommes adultes et les populations précaires. En Europe, les opioïdes prescrits compteraient pour les trois quarts des décès par surdoses parmi les 15-39 ans. Certains craignent que l'épidémie devienne une pandémie mondiale si des mesures ne sont pas prises.
La problématique ne serait pas seulement liée aux drogues elles-mêmes, mais également au manque de formation des médecins par rapport à la gestion des addictions provoquées par ces produits, et à la disponiblité d’alternatives. Ainsi, une étude allemande comparant l'utilisation légale d'opioïdes dans différents pays considère que la consommation élevée d'oxycodone en Amérique du Nord pourrait être attribuée à la non-disponibilité du métamizole, un analgésique non opioïde particulièrement prescrit dans certains pays comme l'Allemagne et l'Autriche, mais interdit ailleurs, notamment aux États-Unis et au Canada.
Le 22 mai 2023, la Société Française de Pharmacologie et de Thérapeutique (SFPT) a lancé une mise en garde sur l'augmentation « inquiétante » ces dernières années du nombre de patients en France ayant recours à l’oxycodone (+738 % depuis 2006) par prescription médicale alors qu'elle ne présente pas d'avantage pharmacologique par rapport à la morphine. La Nouvelle Aquitaine et la Bretagne sont particulièrement touchées,,,.
Dans son rapport de 2023, l'ONUDC constate néanmoins une augmentation de la consommation de tramadol, essentiellement « un produit falsifié et plus fortement dosé », dans les pays d'Afrique et d'Asie, principalement Irak, Nigeria et Égypte, sans que les niveaux d’incidence atteignent des niveaux similaires à ceux des États-Unis, car on estime que les États-Unis produisent ou importent 30 fois plus de médicaments antidouleur qu'ils n'en ont besoin, tandis que les pays à faible revenu comme le Nigeria reçoivent moins de 0,2 % de ce dont ils ont besoin, et que 90 % de la morphine consommée dans le monde est renvoyée aux 10 % les plus riches de la planète,.
En décembre 2024, le parlement mexicain a adopté, une réforme constitutionnelle interdisant la production, la distribution ainsi que la consommation sans ordonnance de fentanyl responsable de la crise aux États-Unis qui a dépassé le million de morts depuis l'an 2000 (en 2023, 70 000 morts par overdose de fentanyl). Le sénat mexicain a donné son aval à l’initiative approuvée précédemment par la chambre des députés.

## Substances en cause
- Oxycodone : arrivée sur le marché en 1995 aux États-Unis, au début des années 2000 au Canada, sous l'appellation commerciale « Oxycontin », et est progressivement interdite à partir de 2012 au Canada[97],[98]. Elle est considérée comme la plus grande responsable de la crise des opioïdes[99],[100].
- Codéine : Le nombre de décès causé par l'abus de codéine est incertain et sous estimé d'après Nathalie Richard, directrice adjointe du service Médicaments du système nerveux central à l'Agence nationale de sécurité du médicament et des produits de santé, car « il y a une sous-notification des cas déclarés à l'Agence du médicament ». Néanmoins, il est estimé que des centaines de décès chaque année sont liés à la codéine, soit plus que les décès à la suite d'overdoses d’héroïne[101],[102].
- Fentanyl : puissant analgésique de synthèse, aux effets 50 fois plus forts que l'héroïne, et qui tend à la remplacer car il est moins cher et plus lucratif pour les trafiquants[103]. Lorsqu'il est mélangé avec de l'héroïne, il augmente le risque de mort par surdose[104]. Normalement destiné aux malades du cancer que les autres traitements antidouleur ne permettent pas de soulager, le fentanyl est souvent prescrit à tort, puisqu'on estime qu'un tiers à la moitié des patients n'aurait pas dû en recevoir[105]. Les laboratoires pharmaceutiques élaborant le fentanyl sont principalement situés en Chine, la drogue étant ensuite vendue sur des sites internet à des tarifs avoisinant les 1 186 euros pour 453 grammes (1 450 dollars la livre). En 2023, la production de fentanyl s'est reportée sur des laboratoires mexicains contrôlés par des cartels qui importent les composants chimiques de base depuis la Chine[54].
- Carfentanil : une substance proche du fentanyl, 100 fois plus puissante, qui est utilisée en substitution. Employé à l'origine en médecine vétérinaire comme tranquillisant pour les grands animaux[106].
- Héroïne
- Hydrocodone : en 2007, 99 % de la production mondiale de cette substance est consommée aux États-Unis, prescrite comme antidouleur.
- Morphine

## Dans la culture
- Le film documentaire Toute la beauté et le sang versé de Laura Poitras, sorti en 2022 obtient le Lion d'Or à la Mostra de Venise et nommé aux Oscars[107] ; il retrace le combat de l'artiste et activiste Nan Goldin contre la famille Sackler, mécène de grands musées mais aussi propriétaire de Purdue Pharma, spécialisée dans les anti-douleurs à l'origine de la crise des opioïdes aux États-Unis[108],[109].
- La série télévisée Dopesick créée par Danny Strong en 2021 pour la plateforme Hu-Lu est basée sur le livre reportage Dopesick: Dealers, Doctors and the Drug Company that Addicted America (Dopesick : Dealers, Docteurs, et la compagnie pharmaceutique qui ont rendu l'Amérique accro) écrit par Beth Macy. Elle décrit méticuleusement les manipulations de l'entreprise pharmaceutique Purdue Pharma pour mettre sur le marché un produit dangereux, présenté comme un anti-douleur inoffensif
- En 2020, Le Pharmacien, une série documentaire basée sur des fait réels diffusée sur Netflix relate les efforts de Dan Schneider pour identifier le tueur de son fils et mettre à jour un trafic "légal" d'oxycontin prescrit en masse par une docteur peu scrupuleuse.
- En 2021, Les gens du monde (roman psychologique) aborde de façon documentée la crise des opioïdes.
- En 2022, dans L’empire de la douleur, Patrick Radden Keefe, journaliste du New Yorker, publie une enquête minutieuse sur les agissements de la famille Sackler.
- Dans la série Goliath (amazon Prime) saison 4 : aborde le sujet tout au long de la saison, s’inspirant de faits (Purdupharma) qui se sont produits aux États-Unis, notamment la poursuite d’un gros groupe pharmaceutique. Et qui se sont conclus par une indemnisation de plusieurs milliards de dollars.
- En 2023, Netflix produit également une mini-série de six épisodes nommée Painkiller, qui retrace les origines de la crise des opioïdes.
- En 2023, Netflix produit également un film, Marchands de douleur, qui retrace l'histoire d'une femme investisseure impliquée avec sa firme pharmaceutique dans la survente de fentanyl.
- En 2023, la série Netflix La Chute de la maison Usher traite également de la crise des opioïdes, la famille Usher étant la propriétaire d'un laboratoire qui fabrique un anti douleur qui crée une très forte dépendance. La famille est poursuivie pour la mort de nombre de consommateurs de leur produit[110].